# Péter Tatai
Péter Tatai (Győr, 23 de junio de 1983) es un jugador de balonmano húngaro que juega de portero en el Tatai AC. Es internacional con la selección de balonmano de Hungría.
Debutó con la selección en 2001 frente a la Selección de balonmano de Eslovenia.

## Palmarés

### Veszprém
- Liga húngara de balonmano (2): 2006, 2008
- Recopa de Europa de Balonmano (1): 2008
- Copa de Hungría de balonmano (1): 2007

### TuS N-Lübbecke
- 2.Bundesliga (1): 2017

### Pick Szeged
- Copa EHF (1): 2014

## Clubes
- Györi ETO KC ( -2005)
- MKB Veszprém (2005-2008)
- US Dunkerque (2008-2010)
- SC Pick Szeged (2010-2014)
- HC Minaur Baia Mare (2014-2016)[2]
- Frisch Auf Göppingen (2016)
- TuS Nettelstedt-Lübbecke (2016-2020)
- Csurgói KK (2020-2022)
- Tatai AC (2022- )